# Вино Фатті
«Вино Фатті» (англ. Fatty's Wine Party) — американська короткометражна кінокомедія Роско Арбакла 1914 року.

## У ролях
- Роско ’Товстун’ Арбакл — Фатті
- Мейбл Норманд — дівчина
- Сід Чаплін — офіціант
- Мак Свейн — власник ресторану
- Філліс Аллен — клієнт ресторану
- Сесіль Арнольд — клієнт ресторану
- Еліс Девенпорт — клієнт ресторану
- Мінта Дарфі — невирішена другорядна роль
- Едвін Фрейзі — клієнт ресторану
- Біллі Гілберт — клієнт ресторану